# Linia M2 metra w Budapeszcie
Czerwona linia metra w Budapeszcie – druga linia budapeszteńskiego metra. Jej budowa rozpoczęła się w XX w. – w latach 50. i trwała aż do 1972 r. Obecnie linia ta posiada 11 stacji i prowadzi od Örs vezér tere (wschodni Peszt) aż do Déli Pályaudvar – południowego dworca kolejowego w Budzie. Metro to jest bardzo głębokie i posiada wagony produkcji francuskiej (Alstom).

## Stacje
| Nazwa                 | Możliwość przesiadki | W pobliżu                                                                                     |
| --------------------- | --- | --------------------------------------------------------------------------------------------- |
| Déli pályaudvar       | 17, 56, 56A, 59, 59A, 59B, 61 21, 21A, 39, 102, 139, 140, 140A, 221 Budapeszt Południowy                                           | Budapeszt Południowy                                                                          |
| Széll Kálmán tér      | 4, 6, 17, 56, 56A, 59, 59A, 59B, 61 5, 16, 16A, 21, 21A, 22, 22A, 39, 91, 102, 116, 128, 129, 139, 140, 140A, 149, 155, 156, 222   |                                                                                               |
| Batthyány tér         | 19, 41 11, 39, 111 | HÉV                                                                                           |
| Kossuth Lajos tér     | 2, 2B, 23 70, 78 15 | Budynek parlamentu w Budapeszcie, Muzeum Sztuki Ludowej, Ministerstwo Rolnictwa i Rozwoju Wsi |
| Deák Ferenc tér       | 47, 48, 49 9, 16, 105, 178, 210, 210B, 216                                                                                         |                                                                                               |
| Astoria               | 47, 48, 49 72, 74 5, 7, 8E, 9, 107, 108E, 110, 112, 133E                                                                           | Uniwersytet im. Loránda Eötvösa w Budapeszcie-BTK                                             |
| Blaha Lujza tér       | 4, 6, 28, 28A, 37, 37A, 62 74 5, 7, 7E, 8E, 99, 107, 108E, 110, 112, 133E, 217E                                                    | Nemzeti Fogyasztóvédelmi Hatóság                                                              |
| Keleti pályaudvar     | 23, 24 73, 76, 78, 79, 80 5, 7, 7E, 8E, 20E, 30, 30A, 107, 108E, 110, 112, 133E, 230 Budapeszt Wschodni                            | Budapeszt Wschodni                                                                            |
| Puskás Ferenc Stadion | 1, 1M 75, 77, 80 95, 130, 195 | Stadion im. Ferenca Puskása                                                                   |
| Pillangó utca         | 10 |                                                                                               |
| Örs vezér tere        | 3, 62, 62A 80, 82, 82A 10, 31, 32, 44, 45, 67, 85, 85E, 97E, 131, 144, 161, 161A, 161E, 168E, 169E, 174, 176E, 231, 244, 276E, 277 | HÉV                                                                                           |